# Orissa High Court

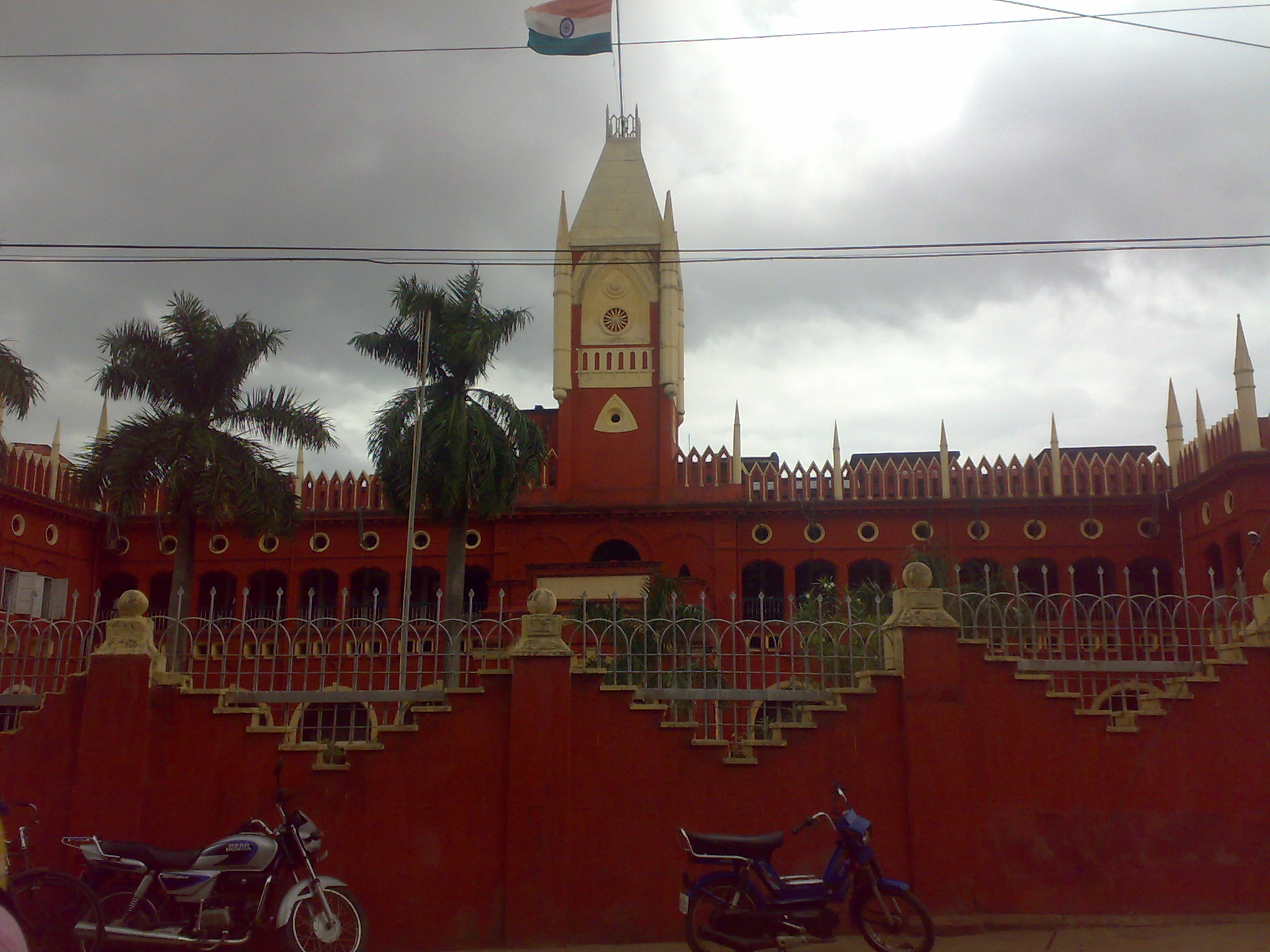
Gebäude des Orissa High Courts

Der Orissa High Court (Oriya ଓଡ଼ିଶା ଉଚ୍ଚ ନ୍ୟାୟାଳୟ) ist ein Obergericht in Indien mit Sitz in der Stadt Cuttack. Seine Zuständigkeit erstreckt sich auf den Bundesstaat Odisha. Der High Court wurde 1948 eingerichtet.

## Geschichte
Erste Planungen zur Einrichtung eines High Courts entstanden schon zur Zeit Britisch-Indiens. Mit Wirkung vom 1. April 1936 wurde die seit 1912 existierende Provinz Bihar and Orissa in die beiden neuen Provinzen Bihar und Orissa aufgeteilt. Die beiden Provinzen hatten danach ein gemeinsames Obergericht, den High Court in Patna (Bihar). Am 26. Juli 1938 formulierte die Rechtsanwaltskammer (High Court Bar Association) in Cuttack eine Entschließung, in der die Einrichtung eines separaten High Courts für die Provinz Orissa gefordert wurde. Am 11. Februar 1939 wurde in der Legislativversammlung der Provinz Orissa eine ähnliche Resolution verabschiedet. Die Provinzregierung Orissas richtete daraufhin am 19. August 1942 eine Kommission ein, das sich mit dieser Frage befassen sollte. Die Kommission lieferte am 27. Dezember 1943 einen Bericht ab, in dem grundsätzlich die Einrichtung eines eigenen High Courts für Orissa empfohlen wurde.
Nach der Unabhängigkeit Indiens 1947 wurden die auf dem Gebiet des heutigen Odisha befindlichen Fürstenstaaten zum größten Teil am 1. Januar 1948 in die Provinz Orissa eingegliedert. Als letzter Fürstenstaat folgte am 1. Januar 1949 Mayurbhanj. Am 30. April 1948 erließ die indische Regierung unter Premierminister Nehru den Orissa High Court Order, 1948 und wenig später den ergänzenden Orissa High Court (Amendment) Orider, 1948, mit dem die Einrichtung eines High Courts in Orissa zum 26. Juli 1948 angeordnet wurde. Zu dem besagten Datum nahm das Obergericht seine Arbeit auf. Erster vorsitzender Richter wurde Bira Kishore Ray, mit den drei beisitzenden Richtern (puisne judges) B. Jagannadha Das, L. Panigrahi und R. L. Narasingham.
Dem High Court unterstehen die derzeit 30 Distriktgerichte Odishas. Die übergeordnete Ebene, d. h. das Appellationsgericht für den High Court bildet der Supreme Court of India, das Oberste Gericht Indiens in Delhi.
Mit dem 1. November 2011 nannte sich der Bundesstaat Orissa in Odisha um. Der Name des High Courts blieb dabei unverändert. Seither gab es wiederholt Bestrebungen, den Namen in Odisha High Court zu ändern. Das Thema wird allerdings nur mit niedriger Intensität verfolgt.